# ألمانيا وأسلحة الدمار الشامل
على الرغم من أن ألمانيا لديها القدرة التقنية على إنتاج أسلحة الدمار الشامل، إلا أنها امتنعت بشكل عام منذ الحرب العالمية الثانية عن إنتاج تلك الأسلحة. ومع ذلك تشارك ألمانيا في ترتيبات حلف الناتو لتقاسم الأسلحة النووية وفي نقل الأسلحة النووية للولايات المتحدة. رسميًا هناك 20 سلاحًا نوويًا أمريكيًا في قاعدة بوشل الجوية [الإنجليزية] في ألمانيا. يمكن أن يكون عدد هذه الأسلحة أكثر أو أقل، إلا أن العدد الدقيق للأسلحة هو من أسرار الدولة.
تعد ألمانيا من بين الدول التي تمتلك القدرة على صنع أسلحة نووية، لكنها وافقت على عدم القيام بذلك بموجب معاهدة عدم انتشار الأسلحة النووية واتفاقية 2 + 4 (معاهدة التسوية النهائية فيما يتعلق بألمانيا). تنتج ألمانيا جنبا إلى جنب مع معظم الدول الصناعية الأخرى مكونات يمكن استخدامها لإنتاج عوامل مميتة وأسلحة كيميائية وأسلحة دمار شامل أخرى. زودت الشركات الألمانية العراق (إلى جانب شركات أخرى من المملكة المتحدة وهولندا والهند والولايات المتحدة وبلجيكا وإسبانيا والبرازيل) بمركبات طليعية من المواد الكيميائية التي استخدمها العراق لشن حرب كيميائية أثناء الحرب الإيرانية العراقية.

## خلفية تاريخية

### الحرب العالمية الأولى
لكونها طرفًا رئيسًا قويًّا في الحرب العالمية الأولى، استخدمت ألمانيا ما يمكن أن نطلق عليه اليوم أسلحة الدمار الشامل وطورتها، وطورت الأسلحة الكيميائية أيضًا واستخدمتها مثل غاز الخردل. لاحقًا استخدم الحلفاء هذا النوع من الأسلحة.
يشكّل استخدام الأسلحة الكيميائية في الحروب انتهاكًا للبند IV.2 المتعلق بحظر استخدام المقذوفات ذات الهدف الوحيد لنشر الغازات السامة الخانقة في اتفاقية لاهاي عام 1899، كما ويخالف ذلك بشكل أكثر صراحةً اتفاقية لاهاي عام 1907 بشأن الحرب البرية، التي تنص صراحةً على منع استخدام «الأسلحة السامة أو المسمومة» في الحرب.

### الحرب العالمية الثانية
أثناء الحرب العالمية الثانية، نفذت ألمانيا مشروعًا غير ناجح لتصنيع الأسلحة النووية. أجرى علماء ألمان بحوثًا حول أسلحة كيمائية أخرى في الحرب بما في ذلك التجارب الإنسانية على غاز الخردل. اخترع الباحث الألماني جيرهارد شرادر  أول غاز للأعصاب «تابون» عام 1937.
في أثناء الحرب، خزّنت ألمانيا التابون والسارين والسومان، ولكنها امتنعت عن استخدامها في ساحة المعركة. في المجمل، أنتجت ألمانيا نحو 78 ألف طن من الأسلحة الكيميائية. بحلول عام 1945، أنتجت الدولة نحو 12 ألف طن من التابون و1000 رطل (450 كيلوغرامًا) من السارين. شملت نظم تسليم مركبات الأعصاب قذائف مدفعية عيار 105 ملم و150 ملم وقنبلة عيار 250 كيلوغرامًا وصاروخ 150 ملم. حين اقترب السوفييت من برلين، اقتنع أدولف هتلر بعدم استخدام التابون كورقة رابحة أخيرة. في عام 1943، عارض وزير القوات الحربية في عهد هتلر ألبرت شبير -الذي جلب تقريرًا إلى هتلر من الخبير العصبي في شركة أي غه فاربن أوتو أمبروز- استخدام التابون، وأبلغ أمبروز هتلر أن الحلفاء توقفوا عن نشر البحوث حول الفوسفات العضوية (وهس نوع من المركبات العضوية التي تشمل مركبات الأعصاب) في بداية الحرب، وأن الطبيعة الأساسية لغازات الأعصاب كانت تنشر في وقت مبكر من هذا القرن، وأنه يعتقد أن الحلفاء ما كانوا ليفشلوا في إنتاج مركبات مثل التابون. ولم تكن هذه هي الحال في واقع الأمر، ولكن هتلر قبل استدلال وحسم أمبروز، وظلت ترسانة التابون الألمانية غير مستخدمة.

### الحرب الباردة وما بعدها
ضمن مفاوضات انضمام ألمانيا الغربية إلى الاتحاد الأوروبي الغربي في مؤتمري لندن وباريس، مُنع البلد (بموجب البروتوكول الثالث لمعاهدة بروكسل المنقحة المؤرخة في 23 أكتوبر 1954) من حيازة الأسلحة النووية أو البيولوجية أو الكيميائية. وأُكّد على هذا في القانون المحلي في قانون مراقبة أسلحة الحرب (Kriegswaffenkontrollgesetz). في أثناء الحرب الباردة، نشرت الولايات المتحدة (في ألمانيا الغربية) والاتحاد السوفييتي (في ألمانيا الشرقية) الأسلحة النووية في ألمانيا. وعلى الرغم من أن ألمانيا لم تكن من بين القوى النووية أثناء الحرب الباردة، كانت لديها مصلحة سياسية وعسكرية في توازن القدرات النووية.

### العصر الحديث
في عام 2007، صرح وزير الدفاع الألماني السابق روبرت شولتز [الإنجليزية] أن ألمانيا يجب أن تسعى جاهدة لتصبح قوة نووية. في سبتمبر 2007 عرض الرئيس الفرنسي نيكولا ساركوزي على ألمانيا فرصة المشاركة في السيطرة على الترسانة النووية الفرنسية. لكن المستشارة ميركل ووزير الخارجية شتاينماير رفضا العرض، مشيرين إلى أن ألمانيا ليس لديها مصلحة في امتلاك أسلحة نووية. عكست ميركل موقفها بسبب المخاوف من تصرفات فلاديمير بوتين قائلة للصحافة الألمانية: "طالما أن هناك أسلحة نووية في العالم، فنحن بحاجة إلى امتلاك هذه القدرات كما يقول الناتو".
وصف الاقتصادي والسياسي الألماني توبياس ليندنر اتفاقية المشاركة النووية الألمانية بأنها "مساهمة رمزية باهظة الثمن وخطيرة وقديمة ليكون لها رأي داخل الناتو".
في أكتوبر 2021، تحدثت وزيرة الدفاع الألمانية أنجريت كرامب كارينباور عن إمكانية نشر أسلحة نووية ضد روسيا. وأشارت إلى أن الأسلحة النووية هي "وسيلة ردع".
فيما يتعلق بالعلاقة مع الولايات المتحدة، وافق المستشار الألماني أولاف شولتز على اتفاقية طويلة الأمد تسمح بتخزين الأسلحة النووية التكتيكية الأمريكية وتشغيلها في القواعد الأمريكية في ألمانيا. في نوفمبر 2021 ادعى رولف موتزينيتش [الإنجليزية] أنه يرغب بنقل القنبلة النووية B61 التابعة لحلف الناتو خارج ألمانيا.